# Таипов, Зунун Таипович
Зунун Таипов (кит. 祖农·太也夫, Tsu-lung T’ai-yeh-fu; 1917, Джаркент — 1984, Алма-Ата) — уйгурский военный деятель.

## Биография
Родился в 1917 году в городе Жаркент. Некоторое время он учился в русской школе. В период коллективизации, в 1931 году, вместе с семьёй уехал в город Кульджу. Там он устраивается рабочим на кожевенный завод Мусабаева. Зунун хорошо зарекомендовал себя на заводе, и в результате стал начальником цеха. Постепенно он достиг должности заместителя начальника производства всего завода.
В 30-е годы XX века ситуация на исторической родине уйгуров — в Уйгурстане (Восточном Туркестане) — резко обострилась. К власти пришел губернатор Шэн Шицай, который усилил давление на местное население. В ответ на эти действия, в Кульдже, в обстановке строжайшей секретности, была создана «Организация Свободы», в которую вошли представители уйгурского народа. Членом руководящего комитета этой организации стал Зунун Таипов. В результате роста численности организации и активного вовлечения широких народных масс движению удалось изменить ситуацию.
В 1944 году было провозглашено создание Восточно-Туркестанской республики. В число членов Временного правительства этой республики вошел Зунун Таипов.
Его основной обязанностью стало создание национальной армии. При его непосредственном участии была выработана военная доктрина молодого государства, разработана структура войск, налажено снабжение и вооружение армии. Главнокомандующим войсками Восточно-Туркестанской республики был президент-маршал Алихан Тура. Непосредственное командование осуществлял Ысакбек Монуев, а его заместителем был Зунун Таипов, имевший воинское звание подполковника.
З. Таипов принимал непосредственное участие в планировании и реализации ряда мероприятий, позволивших освободить от гоминьдановцев значительные территории.
За проявленное личное мужество и организаторские способности З. Таипов был награжден орденами и медалями, в числе которых орден «Свободы», медаль «За храбрость».
В 1948 году по инициативе Ахметжана Касыми была создана «Ассоциация мира и демократии». По рекомендации А. Касыми членом центрального комитета этой организации и заведующим её организационным отделом назначается Зунун Таипов. Число членов «Ассоциации мира и демократии» достигло 60 тысяч человек. Она занималась вопросами вооруженных сил, экономики, культуры, социальной защиты.
После трагической гибели лидеров Восточно-Туркестанской республики она, на правах провинции, вошла в состав КНР. Армия ВТР стала частью вооруженных сил Китая.
В 1950 году Зунун Таипов в звании генерал-майора был назначен заместителем командующего военным округом. Однако уже через несколько лет он обвиняется в «правом уклонизме» и «местном национализме», его снимают со всех должностей и отправляют в ссылку в деревню, на «перевоспитание физическим трудом».
После окончания срока ссылки в 1961 году Зунун Таипов переезжает с семьёй на территорию Казахстана. До выхода на пенсию он работал в системе пищевой промышленности. В 1962—1963 годах он выступал на страницах газеты «Казахстанская правда» со статьями о преследовании китайскими властями национальных меньшинств на территории Синьцзяна, в 1980 году принял участие в документальном фильме «Гани Батур» (киностудия «Казахфильм»), рассказывавшем о судьбе уйгурского народа на территории Китая. Перу З. Таипова принадлежат воспоминания о проведенных в Уйгурстане (Восточном Туркестане) годах, в том числе книга «В борьбе за свободу» (М.: Главная редакция восточной литературы Издательства «Наука», 1974).
Зунун Таипов умер в 1984 году и похоронен в Алма-Ате на кладбище посёлка «Дружба».